# Thayatal Nemzeti Park
A Thayatal Nemzeti Park Ausztriában, Alsó-Ausztria északi részén, a Thaya folyó völgyében fekszik. A védett terület egy része Csehországban található, Národní park Podyjí néven. Az IUCN besorolása szerint a II. kategóriába tartozik.
Alapítás dátuma: 1997. október 26.

Területe: 1330 ha

A legkisebb osztrák nemzeti park a 26 km hosszan az államhatárt képező Thaya folyó völgyében különlegesen gazdag növényvilágáról híres. Ezen a kis területen Ausztria növényvilágának a fele előfordul. A folyó kanyarulatainak, a talaj változatos összetételének és a hegyoldalak mikroklímájának köszönhetően jöhetett létre a gazdag növényvilág.